# Quarto concerto per orchestra d'archi (Petrassi)
Il Quarto concerto per orchestra d’archi è una composizione di Goffredo Petrassi scritta nel 1954.

## Storia
Dopo aver terminato il terzo concerto per orchestra, solo un anno sarebbe trascorso prima che Petrassi iniziasse la scrittura di un'altra opera. Nel frattempo, il maestro si era dedicato alla musica per il film Pattuglia sperduta (1953) e Cartouche (1954), oltre che alla stesura di musiche di scena quali il Prometeo di Eschilo ed il Lorenzaccio di De Musset (entrambe nel 1954), tutte opere che rivelano la grande vena creativa e la padronanza dell’autore nell’àmbito dei vari generi musicali.
Intanto, dopo il terzo concerto, una parte della critica musicale aveva scritto di una «conversione al sistema dodecafonico» di Petrassi che il musicista respinse rifiutando il termine conversione. Al riguardo, egli volle precisare: «Chi ha seguito il mio lavoro di questi ultimi anni avrà trovato del tutto logico un approdo ai dodici suoni. Ma chi avrà esaminato con attenzione la partitura della Recréation avrà rilevato quanta diversità vi sia tra l’adozione rigorosa del sistema e l’uso che io ne faccio per mia esclusiva comodità e senza presunzione di prese di posizione o formulazioni dottrinali … ma posso aggiungere che non è un incidente, un capriccio o altro del genere, ma semplicemente l’acquisizione alle mie necessità espressive di una tecnica che posso piegare e adottare in tutta libertà». Con riferimento ai presunti legami indissolubili tra dodecafonia ed espressionismo, Petrassi precisò nello stesso ordine di idee: «Considerando ormai distaccato da noi e concluso nel giro storico l’espressionismo, ci saremo invece liberati di un fantasma che ha impedito sinora di considerare i valori reali della musica per fermarsi a quelli apparenti … Ripeto che l’adozione della tecnica seriale nella Recréation non costituisce un fatto accidentale, ma è una logica conseguenza dell’evoluzione linguistica dei miei ultimi lavori. Nel Quarto Concerto per orchestra d’archi, che ho terminato in questi giorni, ho proceduto sulla strada della Recréation». Da queste considerazioni emerge con chiarezza il percorso artistico seguito dall’autore nella stesura del Concerto, che fu completato nel 1954 e dedicato da Petrassi agli amici Maria Stella e Mario Labroca.

## Struttura della composizione
Al pari del Terzo Concerto, anche il Quarto si presenta come un’opera unitaria, dove si riconoscono quattro movimenti che si susseguono senza interruzione, anzi con una continuità ancora maggiore rispetto al precedente lavoro. Una diversità tra i due Concerti è invece costituita dal fatto che nel Quarto il tematismo riprende ad avere una certa ampiezza e rilevanza con riferimento alla varietà di combinazioni contrappuntistiche, mentre nel Terzo si poteva scorgere la volontà di Petrassi di pervenire ad una trasformazione continua dello stile verso un ideale di strutturalismo atematico ed astratto. Giacomo Manzoni rileva come nel Quarto Concerto il compositore romano approfondisca la ricerca del linguaggio, dove si rivelano sempre più manifeste le influenze della scuola viennese di Arnold Schönberg che Petrassi fa proprie in maniera del tutto personale. Si noti a tal riguardo l’intenso cromatismo che caratterizza l’opera, risolto non in chiave espressionistica bensì come «un terso giuoco di armonie, rafforzato da una coscienza ritmica che sta sempre in primo piano e che costituisce il contributo specifico di Petrassi». 
La scelta di utilizzare un’orchestra di soli archi è ritenuta da taluni critici motivata da una certa vicinanza di Petrassi negli anni Cinquanta al mondo ed alla sensibilità di Béla Bartók. In particolare, il modello di riferimento è quello della Musica per archi, percussione e celesta del 1936, la cui singolare orchestrazione non dipese da una precisa scelta dell’autore, bensì dal complesso destinatario dell’opera, l’orchestra d’archi fondata a Basilea dal direttore d’orchestra svizzero Paul Sacher, amico e sostenitore del grande musicista ungherese. Dalla limitazione, Bartók seppe trarre motivo d’ispirazione e di stimolo per comporre un’opera assolutamente nuova e originale. Un altro elemento di riferimento Petrassi lo ha ravvisato nel principio compositivo adottato da Bartók noto come «contrappunto germinale», derivato da Ludwig van Beethoven (in particolare dai suoi ultimi Quartetti per archi), in cui il germe iniziale della composizione si propaga a poco a poco alle diverse sezioni degli strumenti ad arco.
Il primo movimento reca l’indicazione di tempo "Placidamente", che ne chiarisce il carattere quieto e meditativo. Iniziano i primi violini con l’esposizione di una frase in terzine di crome che descrive la figura di un arco parabolico, dapprima ascendendo di un’ottava e mezzo (con indugio sulla settima nota) e poi discendendo di altrettanto, sempre con una sosta. Il modo di esecuzione è legato, mentre l’intensità richiesta è mezzo-forte che si riduce al piano alla conclusione della frase. Gli intervalli sono di terza e seconda e solo dopo che la melodia ha raggiunto la nota più alta (sol) la discesa incomincia una quinta più in basso (do). Il carattere modale della melodia è contraddistinto dalle note di volta in volta segnate alterate o naturali: il re è bemolle alla settima nota, naturale alla nona; il si è bemolle nella penultima nota della seconda battuta, naturale nella prima nota della terza. Anche il ritmo varia, con battute di 9/8 e 12/8 che si succedono e si alternano, senza che l’ascoltatore riesca a percepire il cambio di andatura che rimane pacata e piana.
Nei due punti in cui la placida melodia di crome indugia su una semiminima con il punto, violini secondi e viole divisi annunciano piano un accordo, come a voler equilibrare la frase e colmare il momentaneo arresto del moto. Quando l’ampia parabola dei violini primi si conclude, all’inizio della quarta battuta, violini secondi, viole, violoncelli e contrabbassi entrano a loro volta nel discorso ed ha inizio il calmo espandersi del contrappunto germinale di cui si è fatto accenno in precedenza. I violini primi e secondi seguiti dalle viole si suddividono aumentando il numero delle parti che iniziano a descrivere un moto di lenta rotazione. Al termine d’una ascesa, le parti inferiori tacciono di colpo o si riuniscono in sommesse e lunghe formazioni accordali, lasciando emergere i violini primi che, altissimi all’ottava superiore, enunciano in tempo Poco mosso una serie di dodici note. 
Tale serie costituisce l’inversione di un tema secondario del Terzo Concerto ed è a sua volta costituita di due mezze serie di sei note ciascuna, di cui la seconda ripete esattamente in ordine inverso gli intervalli della prima. Le prime tre note di ciascuna mezza serie descrivono un intervallo discendente di settima, che nel Quarto Concerto ha la stessa importanza che l’intervallo di terza ha avuto per il Terzo Concerto. La serie di dodici note, osserva Boris Porena, è anzitutto una melodia di altissima qualità e come tale viene il più delle volta impiegata. Tanto è melodia, aggiunge Massimo Mila, che le dodici note non bastano ad esaurirla ed occorrono altre dieci note in ordine libero per darle senso compiuto, permettendo di restaurare (A tempo) il quieto moto rotatorio delle parti nel contrappunto germinale. 
Questo vale solo per due battute (in 12/8), in cui le lente linee convergenti (alcune discendenti, altre ascendenti) dei violini primi e secondi sembrano volersi dirigere verso qualcosa, e precisamente una nuova serie (monca di una nota e ripetitiva di cinque) che i violini primi in senso discendente ed i violoncelli in senso ascendente tracciano in un percorso quasi rettilineo di due ottave, da do a do, in quattro battute di 3/8.
Gli altri strumenti, per un momento, eseguono note lunghe tenute, pianissimo, in modo da permettere alla mezza serie di emergere con chiarezza. Ma presto si ridestano (A tempo), rimettendo in moto l’ingranaggio del lento contrappunto germinale, stavolta con i violoncelli che suonano anch’essi divisi in due parti al pari degli altri archi.
Il quieto movimento circolare di crome subisce un’accelerazione, dapprima fuggevole per una battuta di violini secondi e viole, poi a poco a poco degli altri strumenti, con le lente terzine di crome legate che vengono sostituite da sestine di semicrome staccate ottenute con il sistema dell’iterazione, quasi un lento trillo, dell’intervallo di seconda (minore o maggiore), o anche di settima. Si produce in tal modo una sorta di increspatura agogica (come la calma superficie di un lago lievemente mossa dal vento) e ad essa si accompagna un’intensificazione della dinamica, che per la prima volta arriva al fortissimo, vi si mantiene per sei battute ed aumenta ancora quando violini primi e violoncelli, sopra sonore triadi maggiori dei violini secondi e delle viole ripropongono (in posizione altissima, Molto sostenuto) la serie di 12 note, trasposta di una terza minore ed ancora più chiaramente suddivisa in due mezze serie simmetriche ed autoripetitive.
La dinamica ritorna nuovamente al piano ed al pianissimo nel breve episodio che segue, seppure agitato dal tremolo e dalla comparsa di terzine di semicrome e di note doppie flautate. Ma il turbamento dura poco; sùbito ritorna il Tempo I ed il lento contrappunto germinale si ristabilisce, con il movimento che si conclude con due linee divergenti per moto contrario di violini primi e violoncelli senza vibrare. 
Con un brevissimo crescendo di violini secondi e viole si passa senza pause all’ Allegro inquieto, nel quale la calma meditativa che prevale nel contrappunto germinale del primo movimento viene bruscamente interrotta, allorquando l’intervallo di terza (maggiore e minore) si comunica a tutte le sezioni dell’orchestra d’archi, in massa, e viene ripetuto fortissimo per quattro battute, rotte da brevi pause.
All’intervallo di terza si aggiunge quello di settima, che già nel precedente movimento si era affermato come un elemento importante del Quarto Concerto.  La tecnica seriale e l’occupazione dello spazio cromatico cedono momentaneamente il passo al gioco di intervalli, dove la quartina di semicrome assume una funzione tematica allorché procede scivolando in basso per impiantare un discorso dialetticamente capace di prosecuzione e di sviluppo. 
Che il gioco di intervalli di terza e settima possa essere inteso come uno Scherzo del Concerto è confermato, annota Mila, dal fatto che a un certo punto, calmandosi il movimento gradualmente su spezzoni esatonali (do, re, mi, fa diesis, sol diesis, la diesis; sol diesis, fa diesis, mi, re, do; re, mi, fa diesis, sol diesi, la diesis; sol, fa, mi bemolle, re bemolle, do bemolle), appare quello che si potrebbe definire un vero e proprio Trio in tempo di 5/8. Esso prende inizio dai violini primi in sordina con una mezza serie ascendente che si ostina sulla settima nota, quindici volte, per tre battute, fin quando i violini primi ripartono da questa medesima nota per completare le altre sei in senso prevalentemente discendente, soffermandosi ancora per quindici ripetizioni sulla sesta ed ultima nota.
Sotto le ripetizioni di note, le mezze serie continuano a circolare, ora ascendenti, ora ricurve, ora discendenti e sempre ribadiscono l’ultima nota. Il carattere moderatamente scherzoso del Trio viene sottolineato da un episodio di ripetute acciaccature, prima semplici poi doppie. La mezza serie continua a circolare qua e là, con il suo intervallo di settima, poi il Trio si conclude su quattro battute dei contrabbassi che ripetono una nota grave.
Il ritmo di 5/8 cede il posto a un’alternanza di battute regolari di 4/4 e di 3/4 e fa il suo ritorno l’Allegro inquieto con la figura scivolante di semicrome, pianissimo, in sordina. Dopo alcune battute di rapido rimescolio di semicrome, la figura viene eseguita dai violini primi in posizione acuta e in valori aumentati, con minime e semiminime col punto, crome, al posto delle semicrome.
Per un paio di battute (Sostenuto) i violoncelli riprendono in senso discendente la figura del Trio, con il suo intervallo iniziale di settima (ma senza ritornare al tempo di 5/8), finché la rapida figura tematica in semicrome discendenti ritorna nei secondi violini, cui si associano a turno le altre sezioni, fino a quando se ne appropriano i violoncelli conducendola a conclusione sulla prima nota del movimento successivo. 
Il terzo movimento "Molto sostenuto" ha inizio con il contrabbasso che descrive un breve motivo in arabesco ascendente, il quale partendo dal do si solleva e vi ricade nel corso di una battuta in tempo di 3/2. Dopo che gli altri archi collocano su questo do grave un’altra battuta di note pizzicate e di flautati (dei violini primi), l’arabesco dei contrabbassi (divisi in due parti reali) si trasmette ai violoncelli (divisi in tre). Dalla sonorità buia emerge per un attimo (mezza battuta) un fortissimo accordo dissonante degli archi acuti. Ogni volta che uno degli archi gravi conclude un brano dell’oscuro motivo (generalmente della durata di due battute e mezzo in uniformi quartine di crome) lo ribadisce con due note pizzicate che costituiscono l’unico elemento differenziato del discorso musicale, ma che si notano appena. Le viole vengono anch’esse coinvolte nella conversazione ma il loro intervento viene chiaramente percepito all’ascolto solo dopo l’ingresso dei violini secondi (divisi), quando il cupo brontolio degli archi gravi viene relegato a una funzione di sostegno tramite note lunghe (minime e semiminime) e mediante la sostituzione del corso uniforme delle quartine di crome con un movimento più scorrevole di sestine (doppie terzine), tre per ogni battuta, partendo da tre note iniziali che percorrono il consueto intervallo ascendente di settima.
Il discorso dei violini secondi a due voci (ora in terzine di crome, ora in quartine, ora in posizione naturale, ora sul ponticello) diviene sempre più chiaro, conducendo all’ingresso dei violini primi introdotti da due note ben distinte delle viole. Al moto confuso (ma sempre attivo) delle crome subentra adesso la stasi di valori lunghi (all’inizio semibrevi col punto, successivamente in prevalenza minime); inoltre, in partitura è prescritta l’indicazione «senza vibrare» per tutti gli archi che comporta una sonorità ferma. I violini primi enunciano una serie la cui percezione è intralciata dagli altri strumenti ad arco che inseriscono frammenti di serie imperfette, da tenere distinte dalla serie intonata dai violini primi. Quest’ultima, per un momento, è tagliata a metà (dopo sette note) da una pausa di semiminima, poi riprende dall’ultima nota (fa) ma un’ottava più in alto. 
Come e più di quella impiegata nel primo tempo, questa serie possiede un notevole valore melodico, anzi, nota Mila, si tratta di una vibrazione lirica intensissima senza precedenti nelle opere di Petrassi.
L’episodio si dilegua a poco a poco, declinando sia in agogica (Ritenuto - Lento) che in dinamica (piano e poi pianissimo). Sulle sonorità profonde dei contrabbassi, al tremolo dei violoncelli divisi si affianca quello di violini primi (su un bicordo), violini secondi e viole. Poco per volta gli strumenti ad arco finiscono per convergere verso un’unica nota, mi, sulla quale si stabilisce un crescendo terrificante della durata di dieci battute che sfocia sull’"allegro molto".
L’ultimo movimento inizia con un tema di fuga enunciato dalle viole e immediatamente sottoposto a inversione, poi raccolto dai violini primi e, a poco a poco, esteso a tutte le altre sezioni. Il tema si caratterizza per la presenza di un trillo breve che discende di un grado e per la ripetizione (un po’ rimbalzante, secondo Mila) di una stessa nota. Il movimento pare giungere a un punto culminante (Poco sostenuto) attraverso due battute travolgenti su trilli di note doppie ascendenti e crescendo fino al fortissimo, ma si tratta solo di un motivo di collegamento; il tema di fuga riprende partendo dai contrabbassi per risalire fino alle viole, mentre i violini (in bicordi con suoni armonici)  eseguono per un momento una figura semicircolare (discesa e risalita). 
Il motivo del breve trillo è sempre coniugato con figurazioni basate sull’intervallo di settima (che per un momento la fanno da padrone), poi si inserisce (Molto staccato e leggero) partendo dagli archi gravi un disegno di note doppie che si pongono come sostegno ai trilli, ora anch’essi in doppie note e circolanti tra le sezioni orchestrali. L’esecuzione è prevalentemente ad arco, ma con crescente frequenza si inseriscono qua e là brevi accenti di tre, poi quattro note pizzicate, inizialmente poco percettibili ma poi prevalenti fortissimo nelle viole e nei contrabbassi, con quattro note lunghe (minime) disposte su due terze discendenti (fa, re; mi, do).
Il tema del breve trillo e della nota ripetuta viene esaltato al massimo nel momento in cui i violini primi fortissimo, sopra gli altri archi pianissimo, aggiungono alla nota ripetuta un’acciaccatura, artificio che successivamente si propaga agli altri settori fin quando, con il movimento che rallenta a un Sostenuto (non troppo), il motivo del trillo viene sottolineato con grande enfasi nei violini primi sopra accordi pieni e sonori degli altri archi. Ma questo è il suo punto estremo, dopo il quale si spegne gradatamente, declinando e rallentando e riducendosi alle sole viole, finché dalla sua estinzione riprende vita nei violini secondi divisi e poi a poco a poco negli altri strumenti ad arco (anch’essi divisi fino a sei parti) il lento moto di contrappunto germinale del primo movimento. 
Alla fine del contrappunto, riappare il motivo del breve trillo danzante e della nota cinque volte ripetuta con acciaccature; il Quarto Concerto termina così con un’ostentata e sostenuta conclusione.

## Discografia parziale
- Netherlands Radio Symphony Orchestra, Arturo Tamayo (Stradivarius)
- Philharmonia Hungarica, Zoltán Peskó (Warner Fonit)